# Conus biliosus parvulus
Conus biliosus parvulus is een ondersoort van de zeeslakkensoort Conus biliosus, uit het geslacht Conus. De slak behoort tot de familie Conidae. Conus biliosus parvulus werd in 1807 beschreven door Link. Net zoals alle soorten binnen het geslacht Conus zijn deze slakken roofzuchtig en giftig. Zij bezitten een harpoenachtige structuur waarmee ze hun prooi kunnen steken en verlammen.